# Fiat
Fiat Automobiles S.p.A. (акронім від італ. Fabbrica Italiana Automobili Torino) — італійська  компанія-виробник автомобілів і двигунів, яка належить Stellantis Europe S.p.A.
Штаб-квартира розташована в Турині (регіон П'ємонт). Компанію засновано в 1899 році групою інвесторів, членом якої був Джованні Аньєллі. У 1969 році корпорація отримала контроль над автомобілебудівною компанією Lancia, заснованою 1906 року Вінченцо Ланча (Vincenzo Lancia).
З 1 січня 2011 року «Fiat Group» розділили на дві дочірні компанії за двома секторами: «Fiat SpA» (легковий транспорт) і «Fiat Industrial» (промисловий транспорт). У січні 2014 року після консолідації 100% акцій американської Chrysler рада директорів Fiat ухвалила рішення про створення нової єдиної автомобілебудівної компанії Fiat Chrysler Automobiles зі штаб-квартирою в Нідерландах.
16 січня 2021 року Fiat Chrysler Automobiles і французький автовиробник Peugeot S.A. (PSA) оголосили про завершення об'єднання й утворення компанії Stellantis. Раніше рішення про це було схвалене абсолютною більшістю голосів акціонерів компаній.

## Діяльність
Компанія насамперед орієнтована на виробництво легкових автомобілів, промислових і сільськогосподарських транспортних засобів. На сьогодні[коли?] її діяльність охоплює широкий діапазон галузей промисловості та фінансових послуг. Це найбільший промисловий концерн в Італії. Компанія має багато філій по всьому світі. Загалом у них працює понад 223 000 робітників, 111 000 з яких — в Італії.

Доходи компанії Fiat у 2004
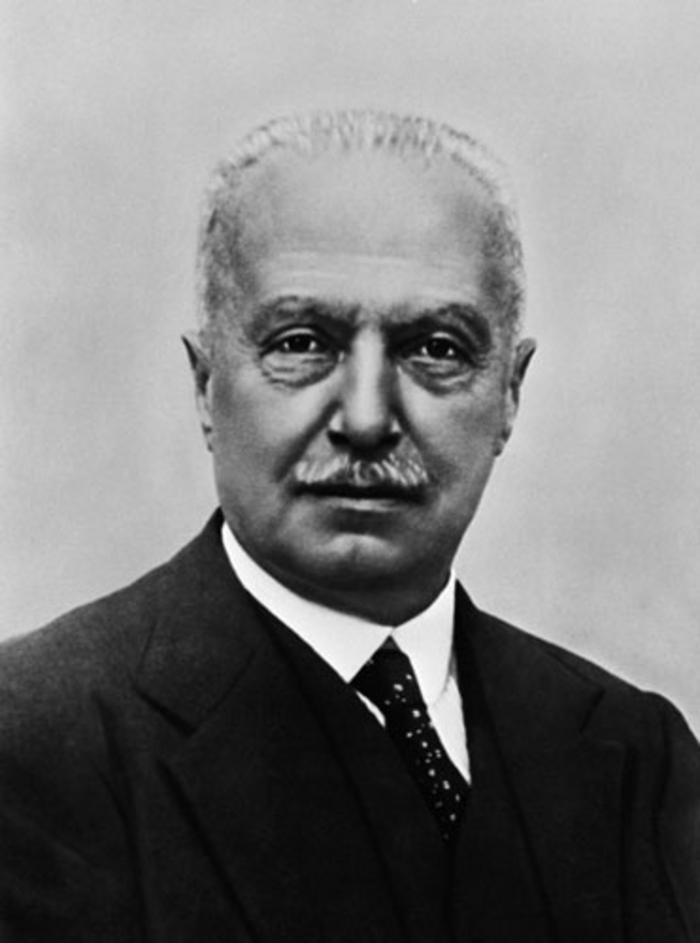
Джованні Аньєллі

## Автомобілі
Компанія Fiat Group — найбільший виробник автомобілів в Італії, який пропонує широкий вибір моделей: Fiat 500, Panda, Grande Punto, Bravo, Idea, Croma, Ulysse, Doblò, Fiorino, Sedici, Linea, Scudo.
В конкурсі Європейський Автомобіль Року (European Car of the Year) компанія Fiat Group отримала 12 нагород. Нещодавно модель Fiat 500 отримала нагороду Європейський Автомобіль Року 2008 (European Car of the Year 2008).
Список моделей Fiat, які отримували нагороду Європейський Автомобіль Року (European Car of the Year):
- 1908: Fiat Type 1
- 1967: Fiat 124
- 1970: Fiat 128
- 1972: Fiat 127
- 1984: Fiat Uno
- 1989: Fiat Tipo
- 1995: Fiat Punto
- 1996: Fiat Bravo/Brava
- 2004: Fiat Panda E
- 2008: Fiat 500

## Поточне виробництво
| Тип кузова | Модель | Модель                | Модель       | Поточне покоління | Поточне покоління | Поточне покоління |
| Тип кузова | Фото   | Назва                 | Випуск       | Код               | Випуск            | Рестайлінг        |
| ---------- | ------ | --------------------- | ------------ | ----------------- | ----------------- | ----------------- |
| Квадріцикл |        | Topolino              | 2023         |                   | 2023              | –                 |
| Хетчбек    |        | 500e (332)            | 2020         | 332               | 2020              | –                 |
| Хетчбек    |        | Argo                  | 2018         | 358               | 2018              | –                 |
| Хетчбек    |        | Grande Panda          | 2024         |                   | 2024              | –                 |
| Хетчбек    |        | Mobi                  | 2016         | 341               | 2016              | –                 |
| Хетчбек    |        | Panda                 | 1980         | 319               | 2011              | –                 |
| Хетчбек    |        | Tipo/Egea             | 2015         | 356               | 2015              | 2020              |
| Седан      |        | Cronos                | 2018         | 358S              | 2018              | –                 |
| Седан      |        | Tipo/Egea             | 2015         | 356               | 2015              | 2020              |
| Універсал  |        | Tipo/Egea             | 2015         | 356               | 2015              | 2020              |
| Кросовер   |        | 500X                  | 2014         | 334               | 2014              | 2018              |
| Кросовер   |        | 600                   | 2023         | F364              | 2023              | -                 |
| Кросовер   |        | Fastback              | 2022         | 376               | 2022              | -                 |
| Кросовер   |        | Pulse                 | 2021         | 363               | 2021              | –                 |
| Мінівен    |        | Doblò MPV/E-Doblò MPV | 2000         |                   | 2023              | -                 |
| Мінівен    |        | Ulysse                | 1994 (назва) |                   | 2002              | 2022              |
| Фургон     |        | Doblò                 | 2000         |                   | 2023              | -                 |
| Фургон     |        | Ducato                | 1981         | 250               | 2006              | 2024              |
| Фургон     |        | Fiorino (327)         | 1977         | 327               | 2013              | -                 |
| Фургон     |        | Scudo                 | 1996         |                   | 2007              | 2024              |
| Пікап      |        | Scudo Pick Up         | 2016         |                   | 2016              | 2024              |
| Пікап      |        | Ducato Flatbed        | 1981         |                   | 2006              | 2014              |
| Пікап      |        | Strada                | 1996         | 281               | 2020              | –                 |
| Пікап      |        | Toro                  | 2016         | 226               | 2016              | 2022              |
| Пікап      |        | Titano                | 2023         |                   | 2023              | -                 |

## Модифікації
- 1918: Панцирник Fiat Омський

## Концепт-кари
| - 1951 Fiat Biposto (Abarth, Bertone) - 1954 Fiat Turbina - 1956 Fiat 600 Multipla Eden Roc - 1957 Fiat 1200 Stanguellini Spider - 1961 Fiat 600 Model Y Berlinetta - 1964 Fiat 2300 S Coupe Speciale - 1967 Fiat 125 Executive Concept - 1967 Fiat 125 GTZ - 1967 Fiat Dino Parigi - 1968 Fiat Abarth 2000 - 1969 Fiat 128 Coupe - 1969 Fiat 128 Teenager - 1972 Fiat 128 Pulsar Michelotti - 1972 Fiat ESV 1500 - 1972 Fiat X1/23 - 1974 Fiat 127 Village - 1975 Fiat Abarth 131 - 1976 Fiat 126 Cavaletta - 1980 Fiat Panda 4×4 Strip (153) - 1992 Fiat Grigua (170) - 1992 Fiat Cinquecento Cita (170) | - 1993 Fiat Downtown - 1993 Fiat Lucciola Concept (170) - 1993 Fiat ZIC - 1994 Fiat Punto Racer (176) - 1994 Fiat Firepoin - 1996 Fiat Bravo Enduro Concept (182) - 1996 Fiat Formula 4 - 1996 Fiat Vuscia Concept - 1996 Fiat Barchetta Coupe Concept by Maggiora - 2004 Fiat Trepiùno - 2005 Fiat Oltre - 2006 Fiat FCC - 2006 Fiat Suagna Bertone - 2007 Fiat Barchetta Bertone - 2008 Fiat Phylla - 2010 Fiat FCC 3 Mio - 2012 Fiat FCC 2 - 2014 Fiat FCC 4 |  |

## Логотипи

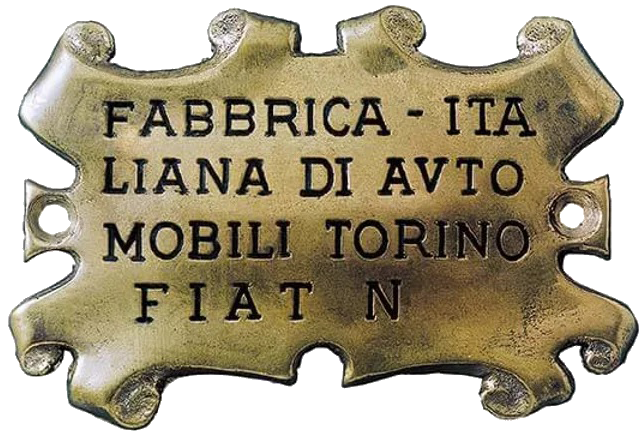
1899
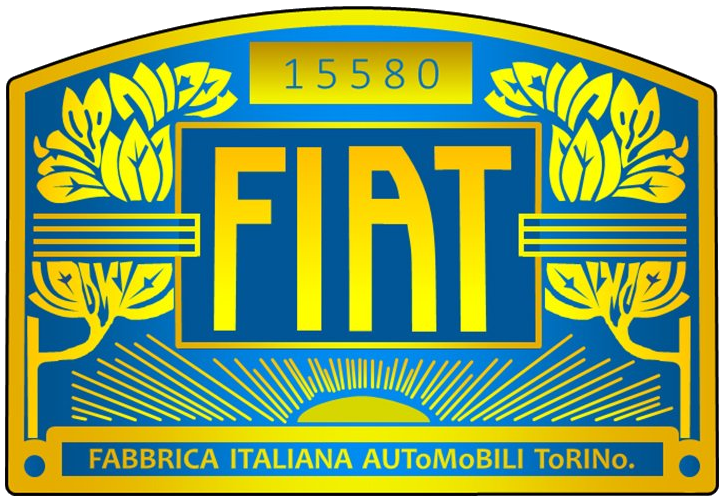
1901
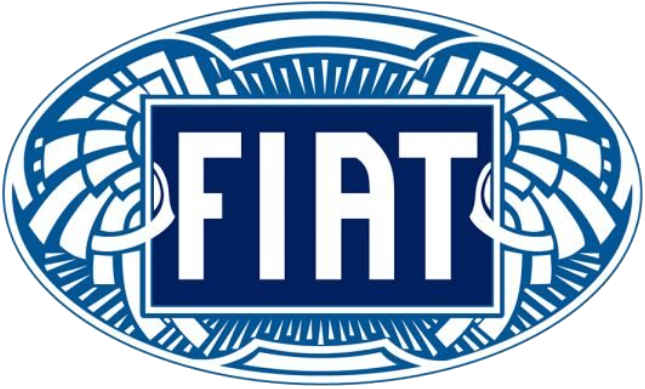
1904
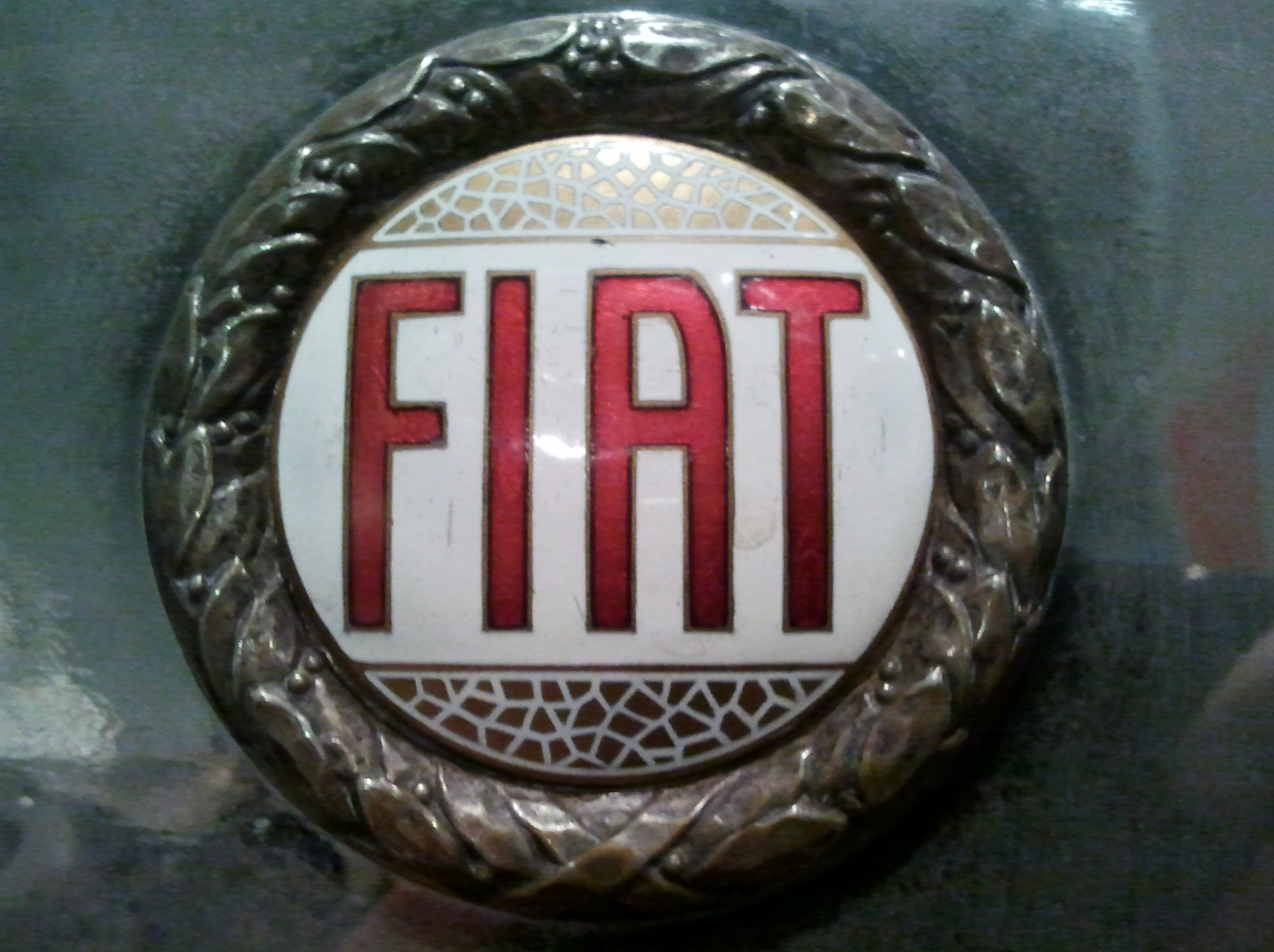
1921
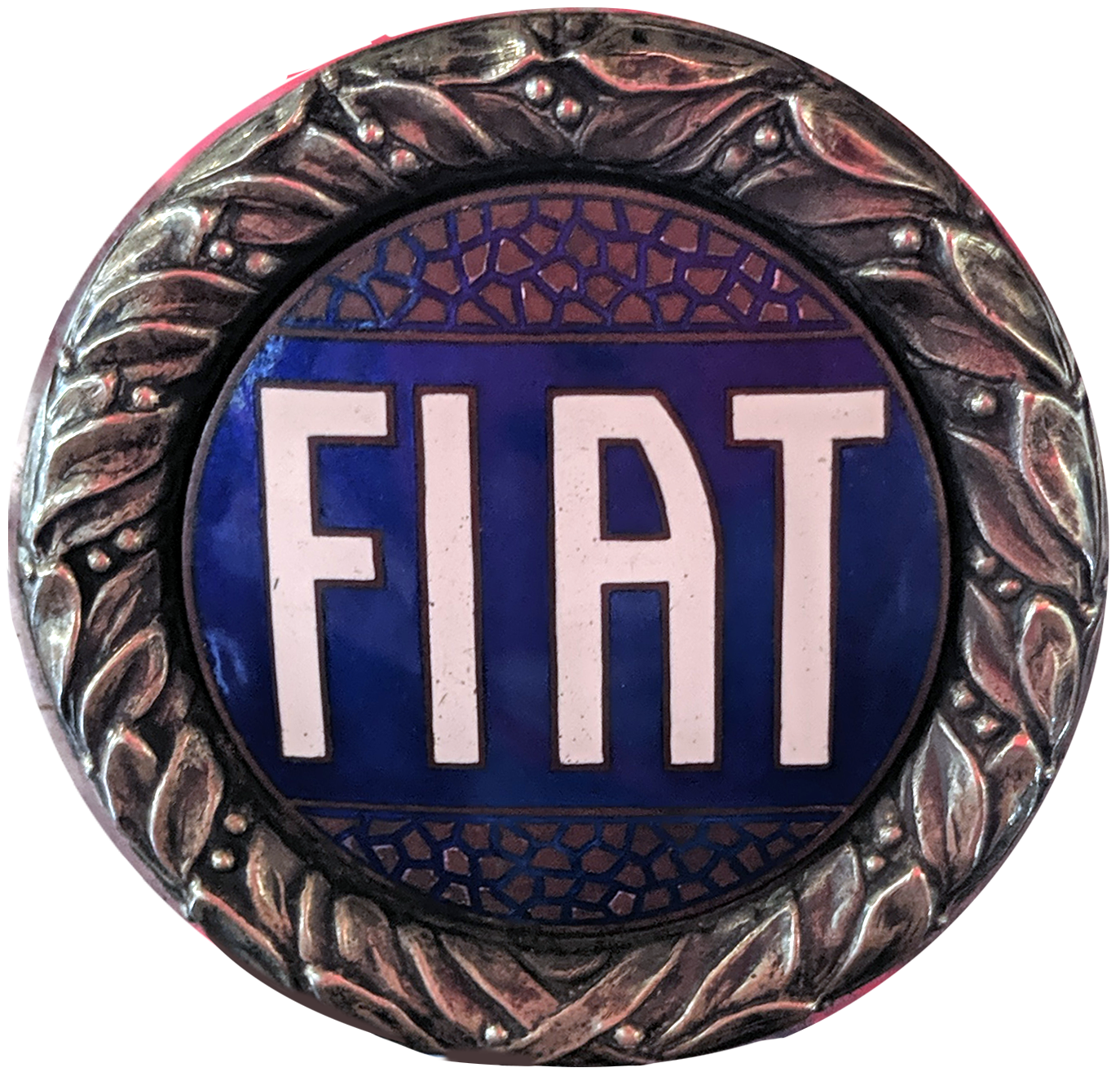
1925
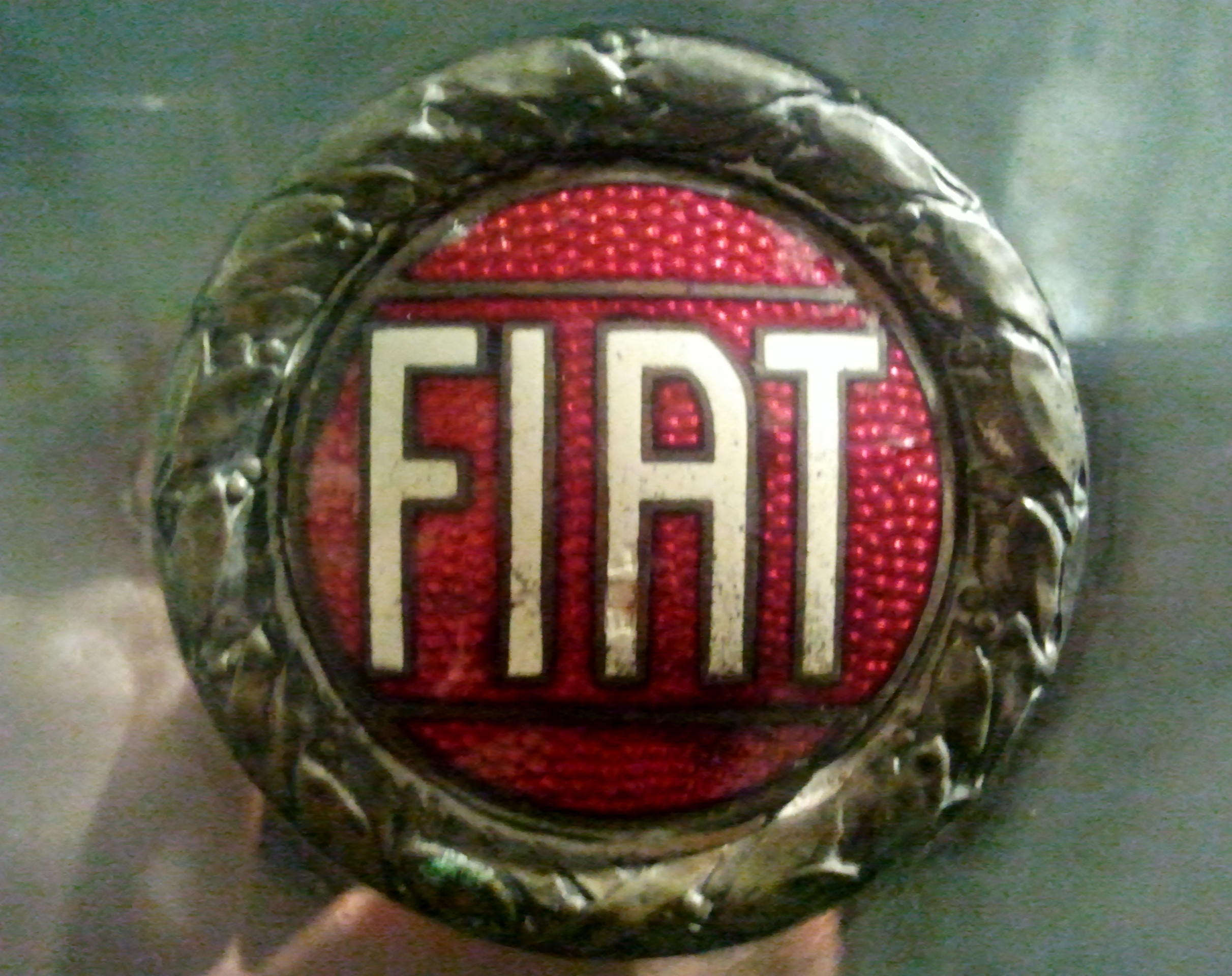
1931
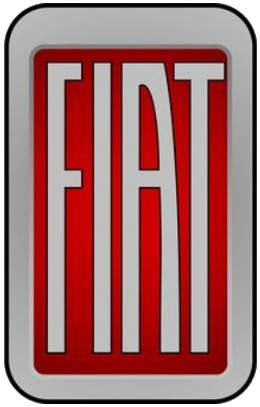
1932
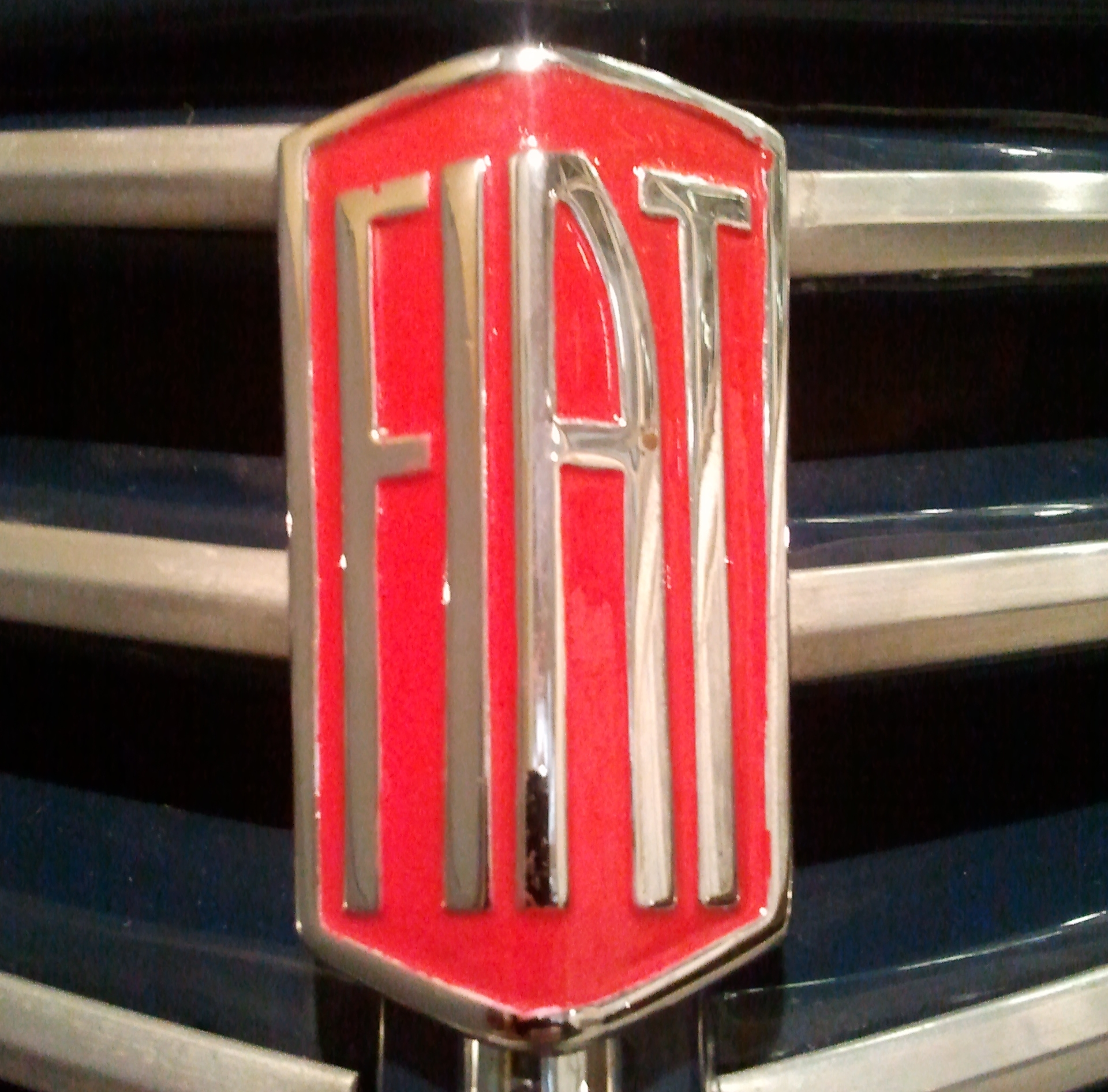
1938
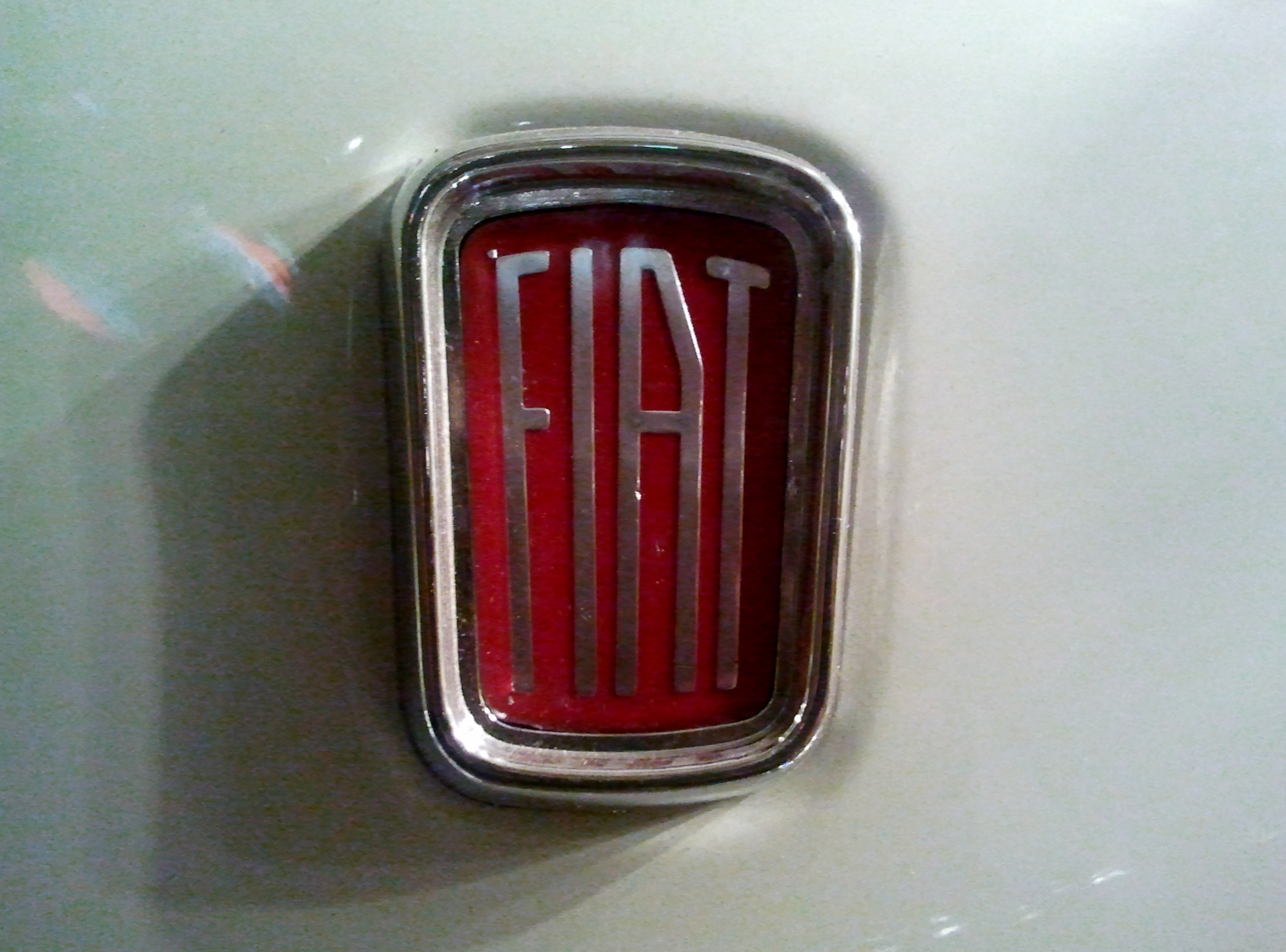
1959
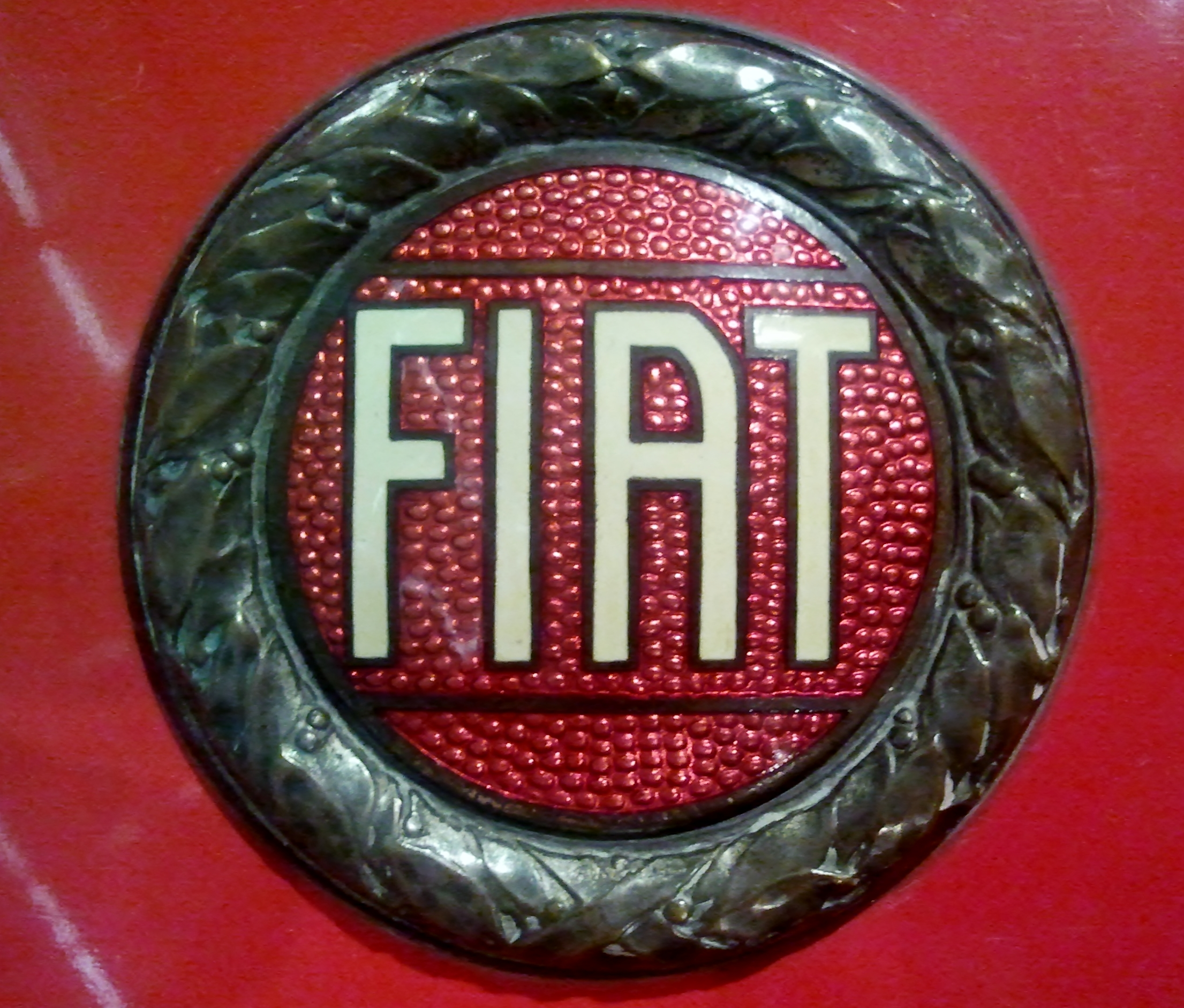
1965
1968–1999
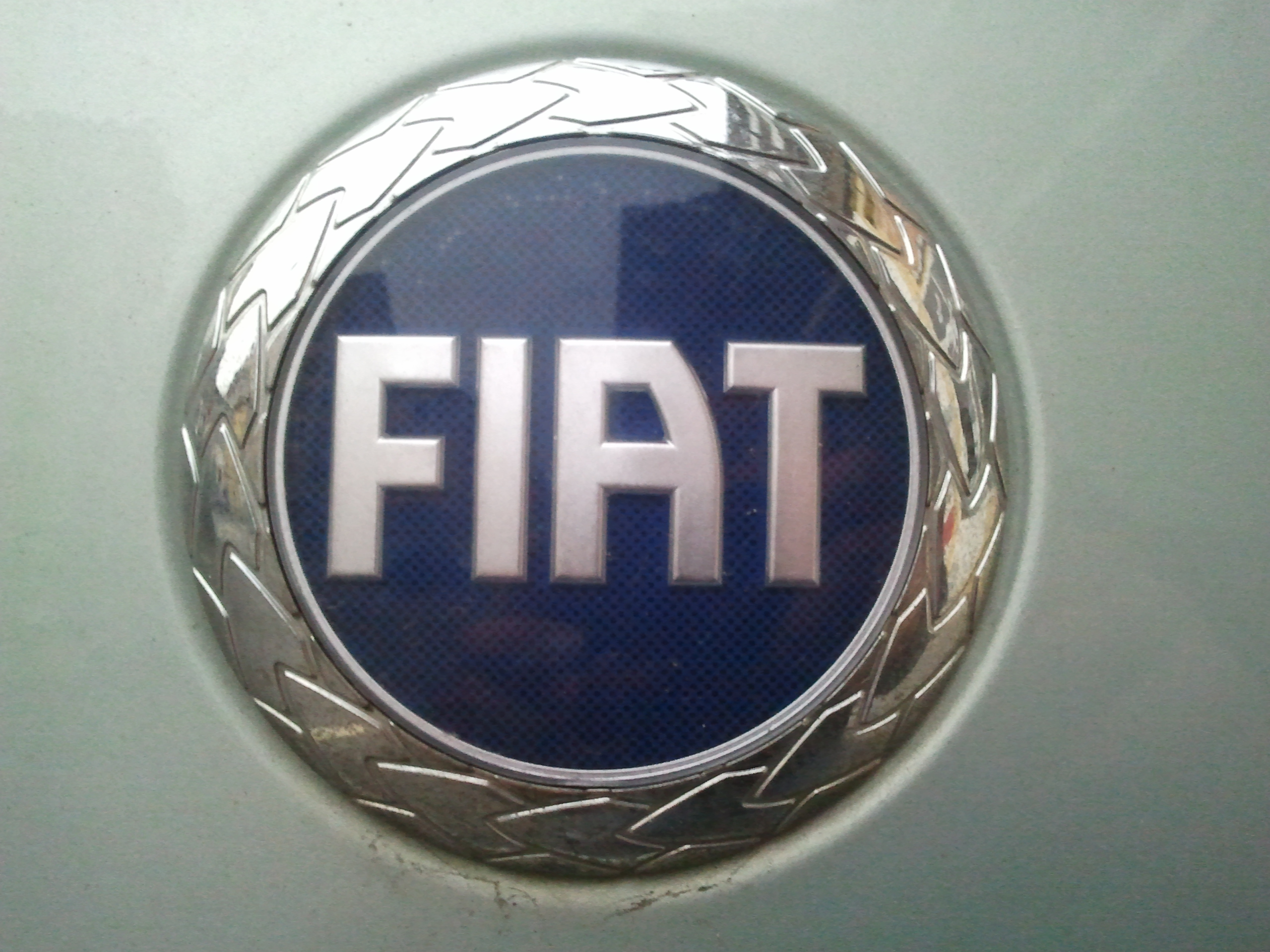
1999–2007
2007–2022
2020–2023
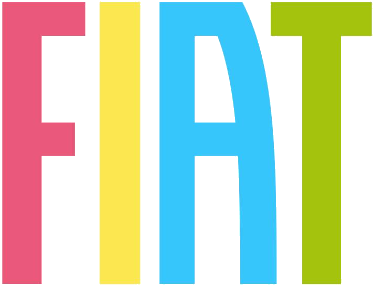
з 2023

## ВикидиCO2
Fiat Automobiles, одна з 10 кращих у Європі автомобільних торгових марок, протягом двох років поспіль була визнана як компанія, що має найменший середній показник викидів вуглекислого газу в навколишнє середовище з транспортних засобів, проданих в 2008 році: 133.7 гр / км (137.3 гр / км у 2007 році). Це було підтверджено компанією JATO — провідним постачальником автомобільної аналітики.

## Ринки збуту

### Європа
Головним ринком збуту Fiat є Європа, в основному компанія орієнтована на Італію. Історично успішна в секторах суперкомпактних та міських автомобілів, в даний час компанія Fiat має цілий ряд моделей, орієнтованих на ці два сегменти (у 2011 році вони становили 84 % продажів компанії). На даний момент Fiat не пропонує жодної великої сімейної машини, як і бізнес-автомобіля — ці сегменти ринку певною мірою покриваються брендами Lancia та Alfa Romeo, які також належать Fiat.

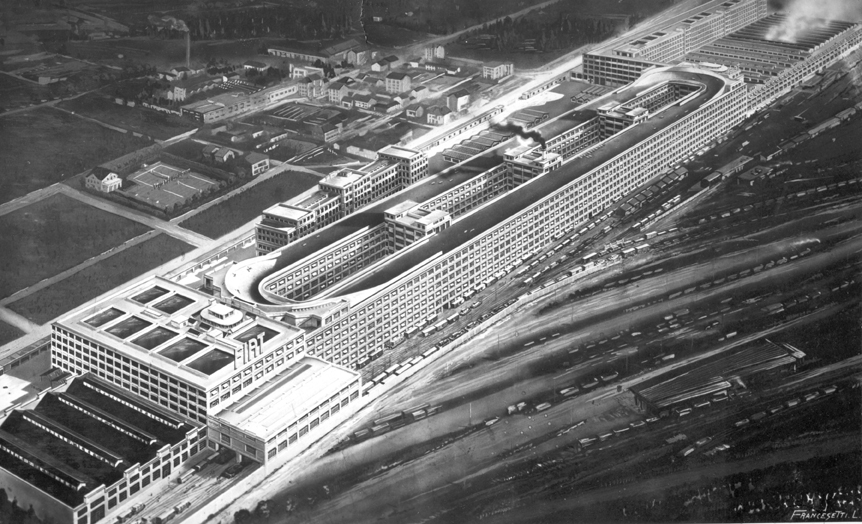
Завод Lingotto

Частка Fiat на європейському ринку зменшилася з 9,4 відсотка у 2000 році до 5,8 відсотка влітку 2004 року. На цьому етапі Серхіо Маркіоне був призначений головним виконавчим директором Fiat. До березня 2009 року їх частка ринку зросла до 9,1 відсотка.
Компанія Fiat побудувала свій п'ятиповерховий завод Lingotto в період з 1915 по 1918 роки, у той час він був найбільшим у Європі автомобілебудівним заводом. Пізніше був побудований завод Mirafiori, також у Турині. Щоб підготуватися до виробництва нової моделі Fiat 128, Fiat у жовтні 1968 року відкрив завод Rivalta. До початку виробництва Fiat 128, завод використовувався для створення спортивних версій 850 і 124 моделей Fiat, а також запчастин для Fiat Dino.
Асортимент легкових автомобілів компанії Fiat у 2017 році налічує одинадцять моделей, серед яких вісім мають двигун на бензині, а інші три — дизельний. Нинішній асортимент компанії: 
- Міські автомобілі: Fiat 500, Fiat Panda
- Суперкомпактні: Fiat Punto
- Компактні автомобілі: Fiat Tipo
- Субкомпактвени: Fiat 500L
- Міні-позашляховики: Fiat 500X
- Родстери: Fiat 124 Spider

Продажі Fiat в 2011 році склали 676 704 (на 17,3 % менше у порівнянні з попереднім роком).
Легкі комерційні транспортні засоби продаються в Європі під маркою Fiat Professional.

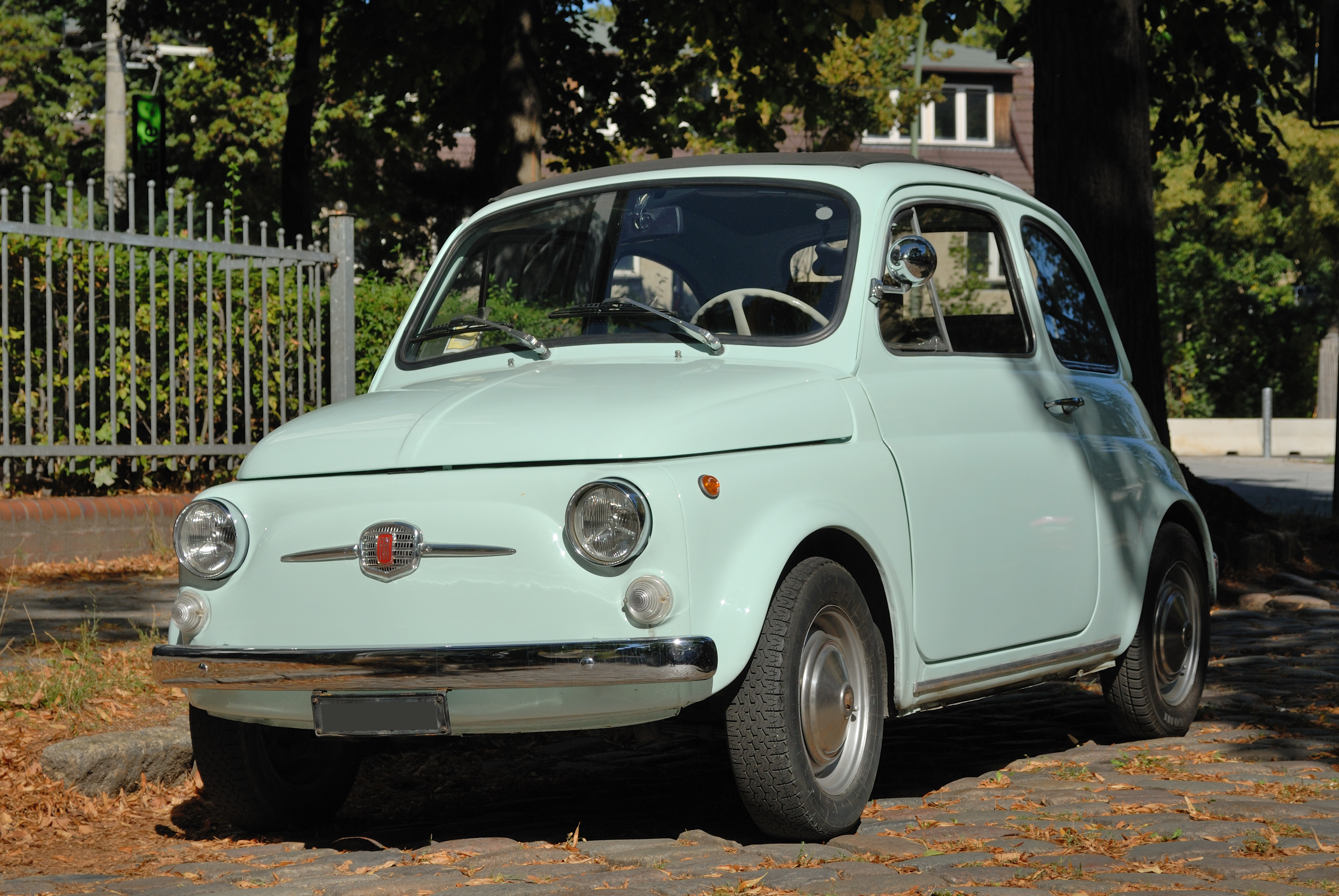
Оригінальний Fiat 500

Компанія Fiat почала імпортувала автомобілі на ринок Великої Британії внаслідок початку війни 1939 року (з двома країнами на протилежному боці), але в 1970-х роках її частка ринку стрімко зросла в зв'язку з гучною популярністю моделей маленьких сімейних автомобілів, таких як Fiat 127 та Fiat 128, які купувалися за рахунок своєї практичності та високої ефективності. Частка ринку компанії ще більше зросла протягом 1980-х років після випуску моделі Fiat Uno (імпортована у Велику Британію з червня 1983 р.), що мала найвищі показники продажів у Великій Британії, але на початку 1990-х років частка різко скоротилася перед появою нової моделі Fiat Punto в березні 1994 року, що відродила успіх компанії на ринку Об'єднаного Королівства.
Друге покоління автомобіля Punto мало досить високий рівень продажів у Великій Британії після його запуску у жовтні 1999 року, але новий сучасний Fiat 500 (запущений в січні 2008 року) склав більшу частину продажів у Великій Британії за останні роки. Оригінальний Fiat 500 був одним з небагатьох безпосередніх конкурентів популярного автомобіля Mini під час розквіту 1960-х років.

### Південна Америка
Fiat довгий час інвестував у Південну Америку, переважно в Бразилію (де він був лідером ринку протягом багатьох років) та в Аргентину. У 1973 році компанія побудувала свій перший бразильський автомобільний завод у Великому Белу-Орізонті, місті Бетім, де спочатку вироблялися трактори.
Бразильський асортимент схожий на європейський, з додаванням спеціальної автомобільної лінії, яка походить від спільної платформи («Проєкт 178»): Palio Weekend, Palio Adventure, Strada.
Нещодавно в Бразилії було розроблено цілий ряд нових моделей: Uno, Palio, Grand Siena, Fiorino. Інші європейські моделі в даний час імпортуються до Бразилії: Fiat 500.
Fiat продає в Бразилії під своїм брендом легкі комерційні транспортні засоби такі як: Strada (розроблена в Бразилії, має таку ж платформу, що і Palio від «Проєкт 178»), попередні версії європейських моделей Doblò, Doblò Cargo.

### Сполучені Штати

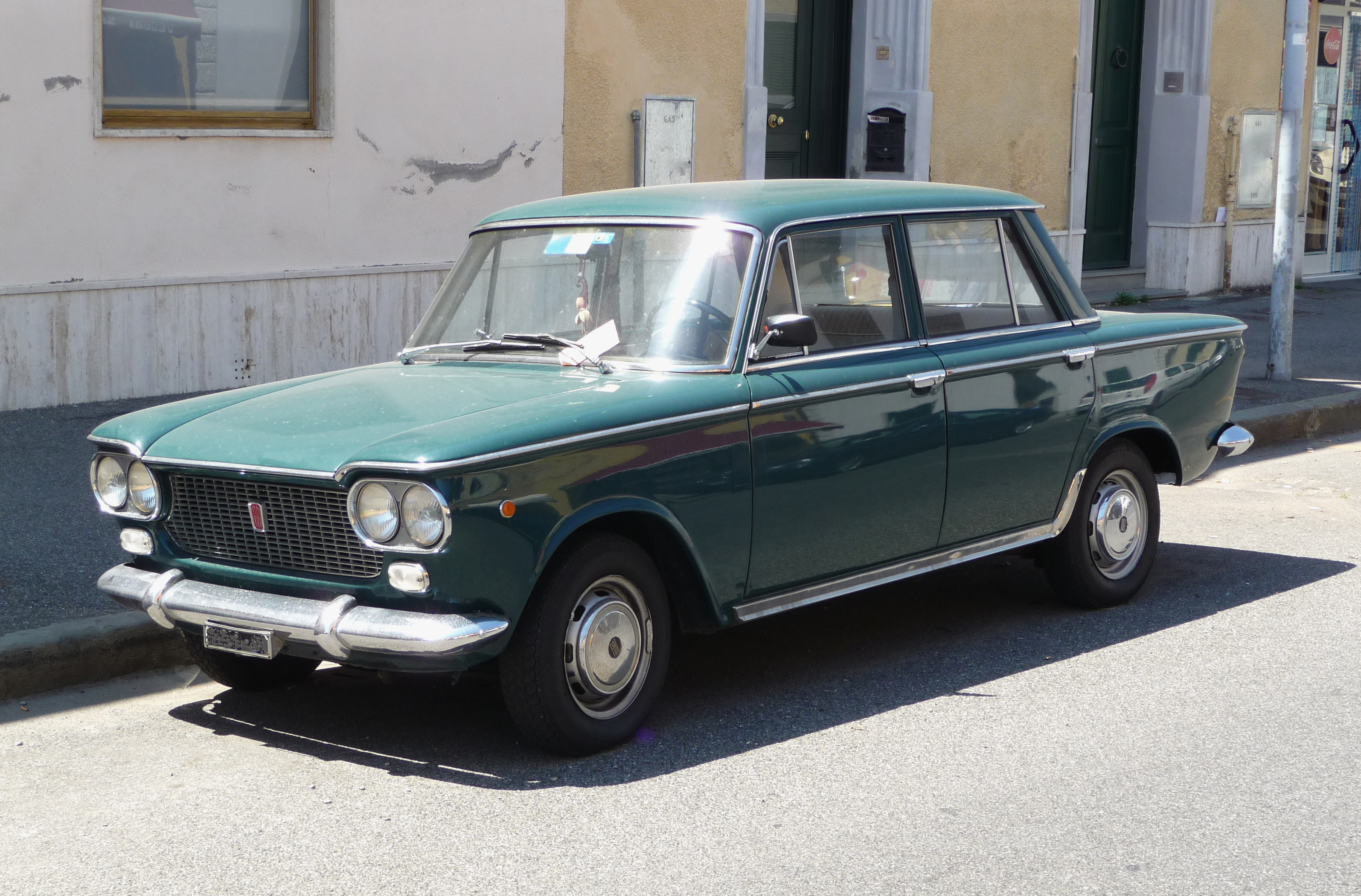
Fiat 1300

Fiat має давню історію у Сполучених Штатах. У 1908 році в країні було засновано Fiat Automobile Co., а завод у Почіпсі, штат Нью-Йорк, почав виробництво автомобілів Fiat через рік, таких як Fiat 60 HP і Fiat 16-20 HP. Ці розкішні автомобілі були виготовлені задовго до того, як була сформована корпорація Chrysler Corp. в 1925 році після придбання Уолтером Крайслером власності минулих виробників. Фабрика в Нью-Джерсі була закрита після того як США вступили до Першої світової війни в 1917 році.
Компанія Fiat повернулася до Північної Америки у 1950-х роках, продаючи оригінальні моделі 500, Fiat 600 Multipla, Fiat 1100, Fiat 1200 і Fiat 1300. Назва фірми Fiat іноді використовувалася як жартівливий бекронім «Fix it again Tony», посилаючись на погану надійність і проблеми, такі як іржа, від якої постраждали деякі моделі Fiat в 1970-х і 1980-х роках. Моделі, вироблені в ті роки, включають Fiat 124 Sport Spider і Fiat X1/9. Частково в результаті цього продажі автомобілів Fiat в США впали з показника 100511 автомобілів у 1975 році до 14113 в 1982 році. У 1983 році Fiat залишив американський авторинок з репутацією низькоякісних автомобілів.
У січні 2009 року Fiat Group придбала 20 % акцій американського автовиробника Chrysler LLC. Ця угода передбачила повернення марки Fiat в Північну Америку після 25-річної відсутності. Першою моделлю Fiat, яка з'явилася в США, стала популярна на міжнародному рівні міська Fiat 500. Модель Fiat 500 побудована на заводі Chrysler у Толуці, Мексика, де в даний час також виробляють кросовери Dodge Journey і Fiat Freemont. Компанія Fiat також продає свої комерційні автомобілі Fiat Ducato і Fiat Doblò в Північній Америці, що були ребрендовані як Ram ProMaster та Ram ProMaster City відповідно.

### Африка
Пасажирські автомобілі Fiat почали збирати в Південній Африці в 1950 році, а повне виробництво на заводі Rosslyn розпочалося в 1966 році. Продажі досягли пікової частки ринку близько п'яти відсотків упродовж 1970-х років, але потім різко впали. Новий півтонний пікап, виробництво якого базувалося на класичній моделі Fiat 128, допоміг обернути ситуацію. Він також був вироблений в Єгипті через компанію El-Nasr Automotive Manufacturing Company, що також виробляла моделі Fiat 125-127-128.

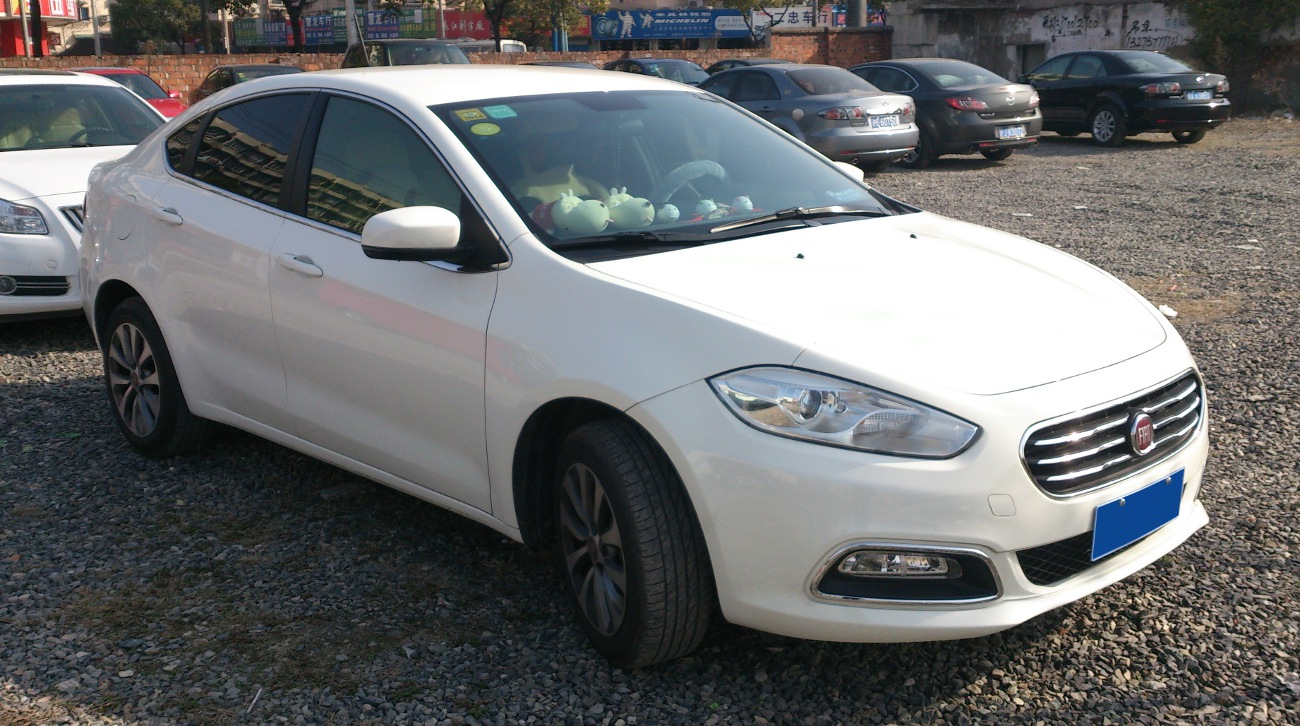
Fiat Viaggio

### Азія
Наявність компанії Fiat на китайському ринку обмежена, порівняно з її європейськими, японськими, корейськими та американськими конкурентами. На початку 2012 року Fiat імпортувала лише моделі Fiat Bravo та Fiat 500. Проте в 2012 році Fiat та GAC створили спільне підприємство для виробництва першого автомобіля Fiat, спеціально розробленого для китайського ринку: Fiat Viaggio — компактний автомобіль, що походить від однієї моделі групи Fiat SpA, Dodge Dart (яка, у свою чергу, походить від іншої моделі групи Fiat Group, Alfa Romeo Giulietta).
Fiat в даний час пропонує японським споживачам модель Fiat 500 в стилі кабріолету та купе, і модель Panda. Обидва автомобіля відповідають нормам державного регулювання Японії, даючи японській громадськості можливість придбати не японській транспортний засіб без сплати річного податку за керування автомобілем, що порушує нормативні акти.
Компанія Fiat з 1948 року присутня на індійському ринку. Fiat в співпраці з Tata Motors створили спільне автомобільне підприємство, хоча поточний продаж автомобілів (Fiat в даний час пропонує Fiat Punto і Fiat Linea) є нішевим і обмеженим (близько 20 тисяч одиниць в 2011 році).